# Polichron Dumitrescu
Polichron Dumitrescu (n. 1893 – d. 1977) a fost un general român care a luptat în cel de-al Doilea Război Mondial.
Generalul de brigadă Polichron Dumitrescu a fost trecut în cadrul disponibil la 9 august 1946, în baza legii nr. 433 din 1946, și apoi, din oficiu, în poziția de rezervă la 9 august 1947.
În august 1969, cu ocazia aniversării a 25 de ani de la Lovitura de stat din 23 august 1944, generalul-maior (cu o stea) în retragere Polichron Dumitrescu a fost înaintat la gradul de general-locotenent (cu două stele).

## Decorații
- Ordinul „23 August” clasa a IV-a (10 august 1964) „pentru merite deosebite în opera de construire a socialismului, cu prilejul celei de a XX-a aniversări a eliberării patriei”[3]